# Jorge Bocú
Jorge W. Cúneo, más conocido como Jorge Bocú (Buenos Aires; 22 de septiembre de 1922-Ib.; 2 de septiembre de 1981) fue una famoso diseñador, vestuarista y cosmetólogo argentino.

## Biografía
Su verdadero nombre era Jorge W. Cúneo y asociado con Luis Bonafine, creó la famosa firma Bocú, cuyas creaciones fueron vestidas por las más famosas actrices y estrellas del cine argentino como Tita Merello, Niní Marshall, Elina Colomer, Analía Gadé, Gloria Guzmán, Libertad Leblanc, Ana María Lynch, Virginia Luque, Egle Martin, entre otras. Por ello fue más conocido como el famoso «modista de las estrellas».
Su hermano fue el también modisto Luis Bocú, quien también tuvo su incursión durante la época de oro del cine argentino. Junto a su hermano realizaron los trajes de la obra Mi mujer tiene un amigo, estrenada en el Teatro Smart. También hicieron unos recordados desfiles presentados en el Casino San Rafael.
En 1965 creó el prestigioso Instituto Jorge Bocú.

## Filmografía
- 1952: ¡Vuelva el primero![4]
- 1953: ¡Qué noche de casamiento!
- 1954: Siete gritos en el mar
- 1955: La Tierra del Fuego se apaga
- 1955: El calavera